# Elecciones a la Asamblea Constituyente de Ecuador de 1850
Las elecciones para diputados constituyentes de 1850 determinaron quienes conformarían la Asamblea Constituyente de Ecuador de 1850, la cual tenía como objetivo la redacción de un nuevo texto constitucional para el país en reemplazo de la primera constitución marcista.
La conformación de una asamblea constituyente fue convocada por Diego Noboa para legitimar su mandato e instaurar un marco marcista de corte conservador.
Acorde a la normativa de la época, los legisladores eran electos por nominación libre de los electores, sin auspicio partidista o limitaciones por provincia, por lo que en ocasiones un legislador era electo por varias provincias.

## Nómina de Representantes Provinciales
29 diputados provinciales
| Provincias | Diputados                             | Diputados                    |
| ---------- | ------------------------------------- | ---------------------------- |
| Cuenca     | Antonio José Andrade Santos           | Antonio José Andrade Santos  |
| Cuenca     | Julián Antonio Álvarez                |                              |
| Cuenca     | José Peñafiel                         |                              |
| Cuenca     | Manuel Bustamante del Mazo            |                              |
| Chimborazo | Antonio Andrade de la Guerra          | Antonio Andrade de la Guerra |
| Chimborazo | Vicente Espinosa Ruiz                 |                              |
| Guayaquil  |                                       | Pedro Carbo Noboa            |
| Guayaquil  | José María Avilés Pareja              |                              |
| Guayaquil  | Francisco Arcia Isuzi                 |                              |
| Guayaquil  | José de la Cadena Bastidas            |                              |
| Guayaquil  | Mariano Sáenz de Viteri Gómez-Cornejo |                              |
| Guayaquil  | José Tomás Aguirre Anzoátegui         |                              |
| Guayaquil  | José Antonio Granda                   |                              |
| Imbabura   |                                       | José María Yerovi Pintado    |
| Imbabura   | Manuel Angulo Villagómez              |                              |
| Loja       | Francisco Arias Valdivieso            | Francisco Arias Valdivieso   |
| Loja       | José Javier Eguiguren y Riofrío       |                              |
| Loja       | Miguel Ignacio Valdivieso y Carrión   |                              |
| Loja       | Agustín Costa de la Peña              |                              |
| Manabí     | Baltazar Carrión Torres               | Baltazar Carrión Torres      |
| Pichincha  | Ramón de la Barrera Paredes           | Ramón de la Barrera Paredes  |
| Pichincha  | Francisco Eugenio Tamariz Gordillo    |                              |
| Pichincha  | Manuel Ignacio Pareja y Arteta        |                              |
| Pichincha  | Camilo García                         |                              |
| Pichincha  | Tomás Hermenegildo Noboa Navas        |                              |
| Pichincha  | Joaquín Villavicencio                 |                              |
| Pichincha  | Antonio Muñoz Fajardo y Cortázar      |                              |
| Pichincha  | José Váscones Baca                    |                              |
| Pichincha  | Rafael Quevedo Pozo                   |                              |

Fuente: